# Annoncen
Annoncen er en dansk kortfilm fra 1994 instrueret af Poul Villadsen efter eget manuskript.

## Handling
En ung mand søger arbejde og sætter en annonce i avisen. Han modtager mange tilbud om sex, og befinder sig pludselig i en verden, hvor det bliver svært for ham at finde ud af, hvad det er han egentlig søger.